# Auf der Reeperbahn nachts um halb eins (1969)
Auf der Reeperbahn nachts um halb eins ist ein deutscher Spielfilm zwischen Kriminalfilm und Filmdrama, der 1969 unter der Regie von Rolf Olsen entstand. Der Farbfilm, bei dem es sich um eine Neuverfilmung des gleichnamigen Films aus dem Jahr 1954 handelt, wurde am 19. September 1969 im City-Kino in Hamburg uraufgeführt.

## Handlung
St. Pauli, Hamburg: In der Nacht brechen mehrere Rocker in eine Apotheke ein. Als der Besitzer die Täter überrascht, wird er kaltblütig erschlagen. Einer der Einbrecher liefert die Beute gegen Bargeld bei einem Unbekannten in einer Kneipe auf der Reeperbahn ab. Am nächsten Tag wird ein gewisser Hannes Teversen nach acht Jahren vorzeitig aus dem Gefängnis entlassen. Der ehemalige Kapitän und frühere Gesellschafter der Transatlanta-Reederei hatte früher ein Verhältnis mit der Frau seines Teilhabers. Im Rausch hatte er die Frau dann angeblich erwürgt. So lautet zumindest die offizielle Version nach dem damaligen Indizienprozess, bei dem ein gewisser Bobowsky, der Obermaat Bruno Schultze sowie Teversens damaliger Kompagnon Christoph Lauritz als Zeugen aussagten. Der seinerzeit ermittelnden Kriminalrat Krause hat Teversen in sein Büro gebeten, um ihn vor Racheakten zu warnen. Aber Teversen beteuert nach wie vor seine Unschuld und hat sich fest vorgenommen, den oder die wahren Täter zu überführen.
Auf der Großen Freiheit trifft Hannes seinen alten Freund Pitter. Der einstige Seemann führt mit seiner Schwester Martha und seiner Tochter Antje das legendäre Hippodrom, das aufgrund der hohen Schutzgeldforderungen der Schultze-Bande so gut wie pleite ist. Teversen kommt gerade recht, um einen Besuch der brutalen Schläger abrupt zu beenden. Hannes’ ehemalige Freundin Doris Mertens, die nunmehr der Prostitution nachgeht, ist ausgerechnet mit Teddy, einem der Anführer der Ganoven, zusammen. Längst haben Bruno Schultze und Christoph Lauritz erfahren, dass Teversen wieder auf freiem Fuß ist.
Antjes Bekannter Karl Seibold ist mit der Arbeit in der Bäckerei seiner Mutter unzufrieden. Endlich möchte er sich gegenüber Antje sowie den Rockern beweisen, mit denen er bisweilen aneinandergerät. Hannes Teversen, der vorläufig bei seinem Freund Pitter wohnt, versucht vergeblich bei seiner früheren Reederei anzuheuern. Daraufhin besucht er seinen früheren Geschäftspartner Lauritz, der mittlerweile von dem windigen Geschäftsmann Bobowsky abhängig ist. Lauritz weist jegliche Schuld von sich und bietet Teversen sogar Geld, damit er schweigt. Teversen lehnt dankend ab, da es ihm einzig und allein um das Recht und seine Rehabilitierung geht.
Unterdessen muss Pitter die Pferde des Hippodroms verpfänden, was insbesondere Antje erschüttert. Obwohl sich auch Karl um sie kümmert, sucht Antje vor allem bei dem deutlich älteren Hannes Trost. Auch der ist von der jungen Frau angetan, schenkt ihr Blumen und kauft die gepfändeten Pferde zurück. Hannes ahnt nicht, dass es sich bei Antje um seine leibliche Tochter handelt. Trotz Drängen seiner Schwester Martha traut sich Pitter nicht, Hannes die Wahrheit zu erzählen. Zu groß ist seine Angst, letztlich beide zu verlieren. Nachts wird Karl von den Rockern gezwungen, in eine Apotheke einzubrechen. Nachdem Karl das Alarmsystem ausgelöst hat, kommt es zu einer spektakulären Flucht, bei der er von der Polizei angeschossen wird. Er landet zufällig bei Hannes Teversen, der dem jungen Mann hilft und erfährt, dass hinter den Einbrüchen der Rockerbande ausgerechnet Bruno Schultze steckt.
Nach einer durchzechten Nacht mit Pitter fahren Hannes und Antje nach Helgoland, wo sie sich beinahe näher kommen. Erst nach ihrer Rückkehr klärt Pitter seinen Freund über dessen Verwandtschaft mit Antje auf. Pitter hat sie damals als seine Tochter anerkannt, nachdem Hannes deren Mutter verlassen hatte. Auch nach dem Tod der Mutter ließ Pitter Antje in dem Glauben, dass er ihr Vater sei. Entgegen Pitters Befürchtungen, hält Hannes weiterhin zu ihm. Umso mehr ist er jetzt aber auch entschlossen, gegen die Leute vorzugehen, die ihn einst hinter Gitter brachten. Um seine Freunde aus den Angelegenheiten herauszuhalten, zieht Teversen heimlich in eine Pension. Doris Mertens gelingt es, Hannes ausfindig zu machen, um ihn zu warnen. Kurze Zeit später wird sie von Bruno Schultze erwürgt. Lauritz und Bobowsky haben den Plan, Teversen auch diesen Mord in die Schuhe zu schieben. Wie Kriminalrat Krause bald darauf feststellt, haben sie dabei ein wichtiges Detail übersehen. Mit der Hilfe von Karl Seibold kann Hannes den nun geständigen Schultze, die Rocker und weitere Ganoven auf einen alten Kahn locken und die Polizei rufen. Danach kann auch der tatsächliche Mörder, Christoph Lauritz, gestellt werden. Am Ende hat Hannes Teversen seine Ehre wieder und fährt als Kapitän auf See – nicht ohne seinen Freund Pitter.

## Entstehungsgeschichte

### Vorgeschichte
Der Film Der Arzt von St. Pauli (1968) erwies sich für den Filmverleih Constantin Film sowie für die Produktionsfirmen Allianz Film und Terra-Filmkunst als großer Erfolg. So planten Constantin-Chef Waldfried Barthel und der ausführende Produzent Heinz Willeg für das darauf folgende Jahr einen weiteren St.-Pauli-Film mit Curd Jürgens in der Hauptrolle. Man beauftragte den bewährten Regisseur und Drehbuchautor Rolf Olsen, eine zeitgemäße Neuverfilmung des Films Auf der Reeperbahn nachts um halb eins aus dem Jahr 1954 zu schaffen.

### Produktion

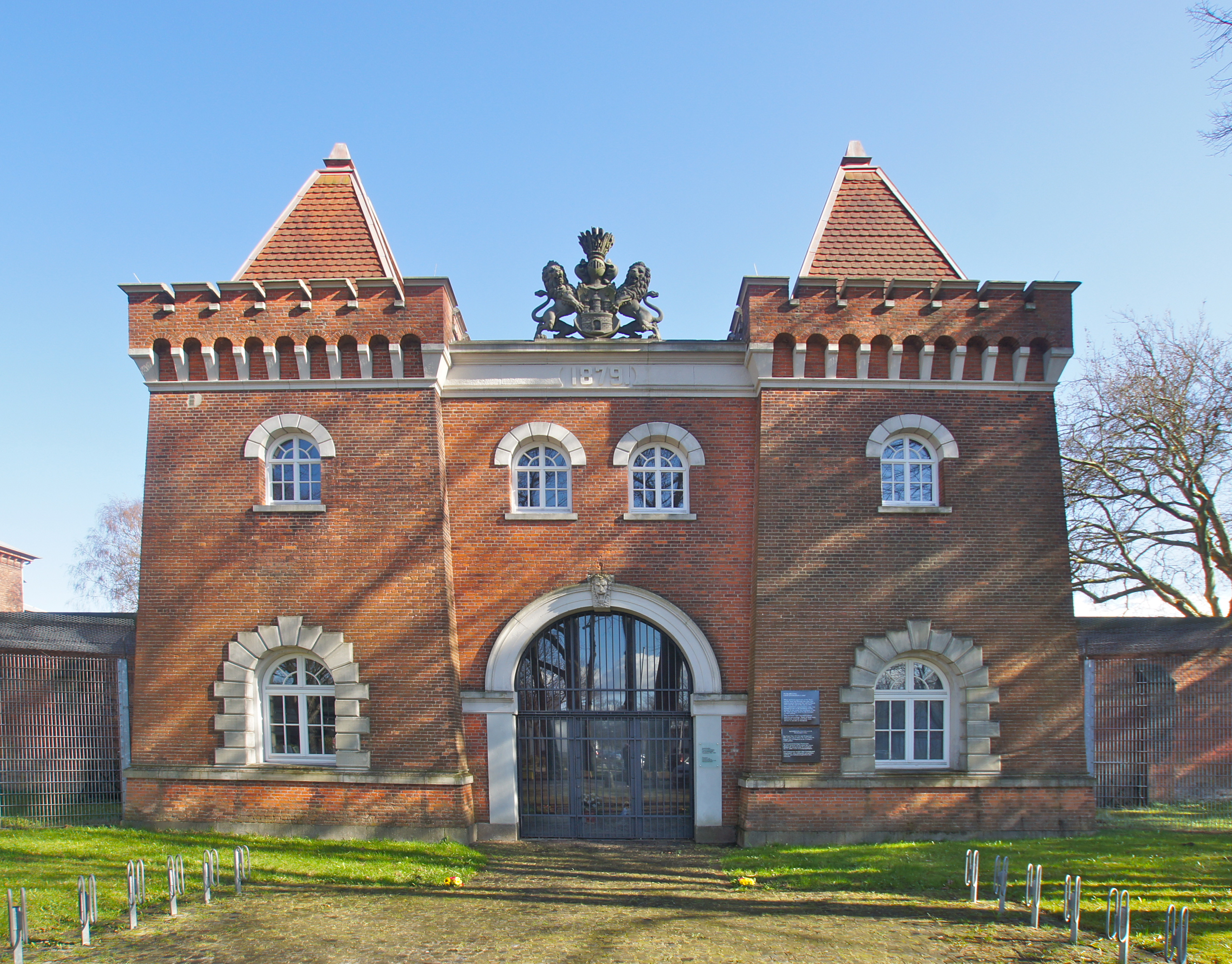
Westportal der Justizvollzugsanstalt Fuhlsbüttel

Die Dreharbeiten des im Breitwandformat 1:1,66 produzierten Farbfilms begannen am 3. Juni 1969. Bis Juli 1969 wurde an Originalschauplätzen in Hamburg und auf der Insel Helgoland gefilmt. Drehorte waren unter anderem die Justizvollzugsanstalt Fuhlsbüttel, das ehemalige Hamburger Polizeipräsidium, die Parkanlage Planten un Blomen sowie die Reeperbahn und deren Umgebung. Die im Film zu sehende Bäckerei befand sich im Haus Hamburger Berg 6. Die Filmbauten stammten von Ernst H. Albrecht. Für die Kostüme war Elisabeth Schewe verantwortlich. Fritz Wepper wurde von Thomas Danneberg nachsynchronisiert.

### Musik

Single Auf der Reeperbahn nachts um halb eins von Curd Jürgens, 1970

Die Filmmusik schrieb Erwin Halletz. Dabei griff er auf die Melodien von drei Schlagern zurück, die im Film auch von Curd Jürgens und Heinz Reincke gesungen wurden:
- Eine Nacht in St. Pauli
- Auf der Reeperbahn nachts um halb eins (Musik und Text: Ralph Arthur Roberts)
- Kleine Möwe, flieg nach Helgoland (Musik: Jim Cowler, Text: Bruno Balz)

Die beiden letzten Titel erschienen wenig später auf einer Single (Ariola 14 478 AT).

## Hintergrund
Dieser Film segelte im Fahrwasser so genannter St. Pauli-Filme, die von 1967 bis 1971 in beträchtlichem Maße – oftmals von Rolf Olsen inszeniert und mit Curd Jürgens in der Hauptrolle besetzt – hergestellt wurden.
Wie schon in seinem Wenn es Nacht wird auf der Reeperbahn bediente sich Olsen auch hier einem immer wiederkehrenden Schauspielerstamm. So wirkten in beiden Filmen Heinz Reincke, Fritz Wepper, Erik Schumann, Friedrich Schütter und Konrad Georg mit. Georg verkörperte, wie schon in den vorhergehenden Olsen-Reißern In Frankfurt sind die Nächte heiß (1966) und Wenn es Nacht wird auf der Reeperbahn (1967), einen stark an seine populäre TV-Serienfigur Kommissar Freytag orientierten, grundehrlichen Polizeikommissar.

## Rezeption

### Veröffentlichung
Die FSK gab den Film am 4. September 1969 ab 16 Jahren frei. Die Uraufführung fand am 19. September 1969 unter Anwesenheit der Darsteller Curd Jürgens, Horst Naumann, Diana Körner sowie des Regisseurs Rolf Olsen und des Produzenten Heinz Willeg im City-Kino in Hamburg statt. Im Rahmen dieser Premiere wurde der Vorgängerfilm Der Arzt von St. Pauli für mehr als drei Millionen Kinobesucher innerhalb eines Jahres mit der Goldenen Leinwand ausgezeichnet.
Die Neuverfilmung erreichte zwar nicht die Popularität des Originals mit Hans Albers und Heinz Rühmann. Aber der kommerzielle Erfolg war wiederum sehr zufriedenstellend. So kündigten Constantin Film und Allianz Film für das Jahr 1970 gleich zwei St.-Pauli-Filme mit Curd Jürgens an: Das Stundenhotel von St. Pauli und Der Pfarrer von St. Pauli.

### Kritiken
„Rolf Olsen (Buch und Regie) hat zu Ralph Arthur Roberts’ Lied als Leitmotiv trotz Farbe ein schwarz-weißes St. Pauli auf die Leinwand gebracht: es gibt da eben nur Verbrecher oder edle Seelen. Er hat nicht an Spannung und Rührung in handelsüblicher Mischung gespart, aber auch nicht an guten Schauspielern, die sich in ihren Rollen auskennen.“

„Unbedeutende Mischung aus Rührschnulze und Kriminalfilm. Dank der routinierten Darsteller immerhin tragbar ab 16.“

„Im Reeperbahn-Milieu angesiedelte Kolportage, die Brutalität und Sex mit Sentiment verpackt.“